# Махота, Иван Григорьевич
Иван Григорьевич Махота (9 июля 1918, Попасное, Екатеринославская губерния — 21 октября 1943, Лоевский район, Гомельская область) — старший лейтенант Рабоче-крестьянской Красной Армии, участник Великой Отечественной войны, Герой Советского Союза (1944).

## Биография
Родился 9 июля 1918 года в селе Попасное (ныне — Новомосковский район Днепропетровской области Украины). Окончил рабфак. В 1939 году Махота был призван на службу в Рабоче-крестьянскую Красную Армию. В 1941 году он окончил Саратовское танковое училище. С марта 1942 года — на фронтах Великой Отечественной войны.
К октябрю 1943 года старший лейтенант Иван Махота командовал танковой ротой 257-го танкового батальона 108-й танковой бригады (9-го танкового корпуса, 65-й армии, Белорусского фронта). Отличился во время освобождения Гомельской области Белорусской ССР. 20-21 октября 1943 года экипаж Махоты, ведя бои за расширение плацдарма на западном берегу Днепра, уничтожил 3 артиллерийских батареи, 8 пулемётов, 10 повозок, около 200 солдат и офицеров противника, принял активное участие в освобождении ряда деревень Лоевского района. 21 октября 1943 года в бою танк Махоты был подбит. На горящей машине экипаж успел уничтожить ещё одну артиллерийскую батарею, заживо сгорев в танке. Первоначально был похоронен в деревне Стародубка Лоевского района, позднее перезахоронен в деревне Чаплин того же района.
Указом Президиума Верховного Совета СССР «О присвоении звания Героя Советского Союза генералам, офицерскому, сержантскому и рядовому составу Красной Армии» от 15 января 1944 года за «образцовое выполнение боевых заданий командования на фронте борьбы с немецкими захватчиками и проявленными при этом отвагу и геройство» старший лейтенант Иван Махота посмертно был удостоен высокого звания Героя Советского Союза. Был также награждён орденами Ленина, Отечественной войны 2-й степени и Красной Звезды.

## Память
В честь Махоты названа улица в его родном селе.